# 獅子座23
獅子座23，又名BD+13 2164，HD 85268、SAO 98809、HR 3896，是獅子座的一颗恒星，视星等为6.46，位于銀經222.18，銀緯45.65，其B1900.0坐标为赤經9h 45m 37.3s，赤緯+13° 45.65′ 2″。